# コストコ
コストコ・ホールセール（英語: Costco Wholesale Corporation、アメリカ英語: COSTCO の読み方は [ˈkɔstˌkoʊ̯]、イギリス英語: [ˈkɒstˌkəʊ̯]）は、アメリカ合衆国ワシントン州イサクアに本社を置くホールセールクラブ（会員制倉庫型卸売・小売）チェーンである。
Costco には、アメリカ英語の発音に近い「コスコ」の片仮名転写があるが、本項では、日本法人である『コストコホールセールジャパン株式会社』の定めた日本語の『コストコ』に表記を統一する。

## 概要
コストコのストアコンセプトは、入荷したままのパレットに乗っている商品を、大型の倉庫に並べて販売することにより、商品管理や陳列にかかるコスト（費用）や手間を、徹底的に抑える倉庫店スタイルである。
入荷した商品は、閉店後の深夜にフォークリフトで店内に運び、パレットに載せたままの状態で販売することが特徴である。また、どの店舗にもフードコートが併設されており、買い物後に持ち帰りも可能な安価な軽食が提供されている。

## 歴史

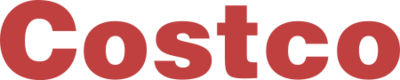
コストコのオリジナルロゴ。会社としては1993年までオリジナルロゴを使用していたが、店舗では1997年まで使用されていた。

1983年9月15日に創業者のジェームス・シネガルとジェフリー・ブラットマンが倉庫型小売店を、ワシントン州シアトルに開店。そもそもシネガルはフェドマートとプライス・クラブにてその創業者ソル・プライスに仕えていた。ブラットマンは小売業の家系に生まれた弁護士だったため、若い頃から小売業に携わっていた。
1993年、同スタイルでほぼ同規模であった競合企業プライス・クラブと合併し、社名を「プライスコストコ（PriceCostco）」に変更。両社の幹部で経営を行ったが、1994年にソル・プライスとその息子ロバート・プライスが経営から離脱した。ちなみに両社の合併前、ウォルマート創業者のサム・ウォルトンは、自社の会員制ウェアハウスチェーンであるサムズ・クラブとコストコの合併を狙っていた。
1997年、社名を「コストコカンパニー」に変更。
1999年8月30日、社名を「コストコ・ホールセール（Costco Wholesale）」（ホールセール=卸売）に変更した。
2013年、日本の中部空港倉庫店（愛知県常滑市）オープン前の事前入会者が、世界最高の5万人以上を記録した。

## 会員制

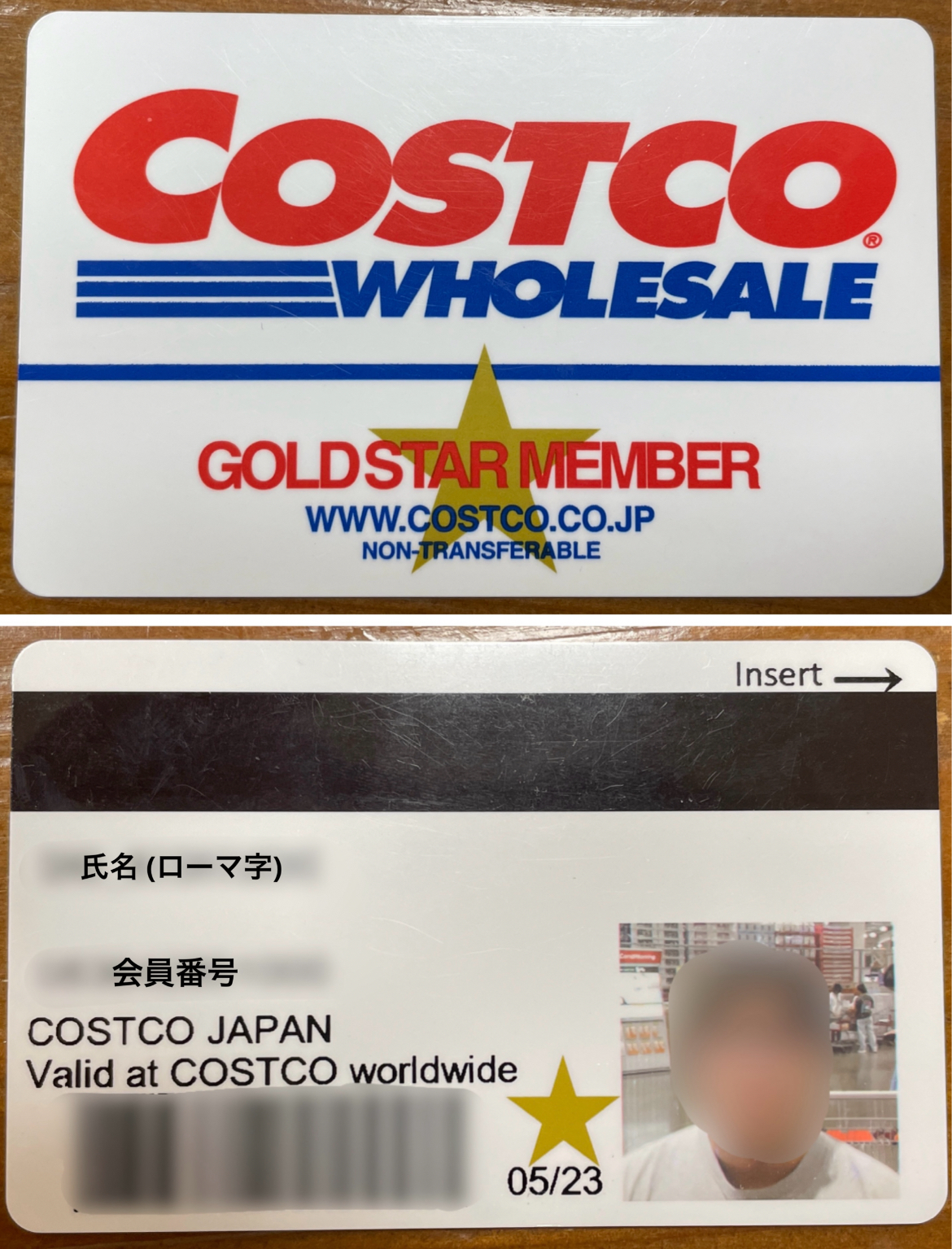
会員証の見本

- コストコは会員制倉庫式総合スーパーであり、買い物には会員資格と年会費が必要である。日本ではゴールドスターメンバー（個人会員）またはビジネスメンバー（法人会員）、エグゼクティブ会員に分かれている（年会費は後述）。いずれも申し込み者が18歳以上であれば、倉庫店またはオンラインにて申し込み可能であり、全世界の倉庫店で利用可能である。会員カードには、申し込みの際に店頭で撮影する証明写真が印刷され[注釈 2]、使い回し対策が施されている。ゴールドスターメンバーおよびビジネスメンバー、エグゼクティブ会員は家族カードが1枚無料で作成可能[7]。全てのメンバーは、最大で会員本人と非会員の大人同伴者2名が入場出来る。なお、同伴する未成年者に対する人数制限はない。ビジネスメンバーは、その会社の従業員6名まで追加会員登録が可能。
- 会員には年2回、「パスポート」と、「ウォレット」と呼ばれるクーポンブックが送付されている。国によっては店頭配布となる。以前はハンドアウトクーポンが入り口で配られていることがあった。現在では、倉庫店入口や定期的に送られてくるメールマガジンでクーポン割引対象の商品が告知され、日本国内の倉庫店においては、レジで会計の際、自動的に割引が適用される。
- 会員を脱退すると、年会費は全額返金される。会員都合による脱退である場合は、脱退日以後の1年間は同一人物または同一住所での再登録が認められない。
- キャンペーンで店舗限定、期間限定で非会員の入店が許可されたり、またワンデーパス、商品券を使うことによって、非会員でも買い物が可能である（後述）。

### 年会費
出典:
年会費は全て税込。
| 種別                   | 価格     |
| ---------------------- | -------- |
| ゴールドスター（個人） | 5,280円  |
| ビジネス会員（法人）   | 5,280円  |
| ビジネス追加会員       | 5,280円  |
| エグゼクティブ会員     | 10,560円 |

## 倉庫店の特徴
- 入店時には会員証チェックが行われ、入店前に購入した商品やリュックやカバンは、店内ロッカー（出口そばにあるデポジットロッカー）に入れるよう求められることもある。また退店時には 万引きやレジ打ちミス防止のため、店員にレシートを見せ、確認をもらうレシートチェックが行われる。
- 土曜日や日曜日・祝日など、店舗開店時刻前に長蛇の列が発生した場合は、開店時刻を早める「アーリーオープン」が行われることがある。
- 倉庫店で使われているショッピングカートはアメリカでみられるような大型サイズであり、日本国内のスーパーマーケットで使われるものとは大きさが異なる。店内の通路もカートが容易にすれ違えるよう広くとられている。
- 食料品は、箱売りか大容量パックで販売されている。
- レジはベルトコンベアー式であり、レジ袋のサービスが一切ないので、マイバッグや段ボールが必要となる[注釈 3]。ただし駐車場までカートを持ち出せるため、自家用車で来店している顧客に対しては、自動車に直接積み込むことを前提として対応している。

## ワンデーパス・商品券
- 日本国内で販売される雑誌は、コストコで販売されている商品を紹介した特集を組んだ号を発売する際に、ワンデーパスと呼ばれる一日体験入場券が添付されていることがある。また、コストコの新聞折込広告に、ワンデーパスが添付されていることもある。有効期限が券面に記載されており、入会受付で入場の手続きを取る必要がある。
- 日本国内の倉庫店ではかつてコストコの商品券が販売されていたことがあり、額面は2種類（10,000円分と5,000円分）があった。商品券は会員のみが購入でき、日本国内の店舗において使用できる。商品券1枚で大人3名、子供は何名でも入場可能。有効期限は設けられていなかった。利用は1名につき1度のみ。ワンデーパスまたは商品券を使用して商品を購入の際は購入価格に5%の追加料金が加算される。商品購入当日に会員に入会した場合、追加料金は払い戻しされる。一度ワンデーパスや商品券で入場した人は、同居人も含め再び商品券もしくはワンデーパスを利用して入場することができない。
- 2023年5月に商品券の利用を同月15日をもって終了と発表。それ以降は使用することができなくなった。払い戻しは、2023年5月16日から同年8月15日の間、各倉庫店並びに郵送（書留郵便）にて受け付ける[10]。

## 支払い方法
- 倉庫店での支払いには、現地通貨（現金[注釈 4]）もしくは会員専用のプリペイドカード、一部のクレジットカード（詳細は下記）が利用可能となっている。
- 各国ごとに自社発行のクレジットカードが利用出来るが、各国ごとに提携先が異なり、互換性はない為、利用出来ない国がある（相互提携がある倉庫店での利用、または国際ブランドを介した利用となる）。日本では、オリコカードが発行する「コストコオリコマスターカード」「コストコグローバルカード[注釈 5]」「コストコビジネスカード[注釈 6]」があり、倉庫店またはオンラインにて入会可能である。
- 国際ブランドを介して他社クレジットカードの利用も可能。1999年よりアメリカン・エキスプレスが独占契約を結ぶことにより、国際ブランドはAMEXブランドのみ利用出来る状況が長年続いていたが、2015年に契約解消[11]、以降は各国で異なる国際ブランドが利用可能となっている。
  - 日本の倉庫店において利用出来る国際ブランドは、2018年2月1日からマスターカードのみである[12]。世界での独占契約終了後も、2018年1月31日までアメリカン・エキスプレスを利用出来たが、2月1日以降は利用出来なくなっている。
  - アメリカ合衆国内の倉庫店ではVisaカードのみ利用可能である[13]。
  - カナダ国内の倉庫店ではマスターカードのみ利用可能である[14]。
  - イギリス国内およびメキシコ国内の倉庫店で利用出来る国際ブランドは最も多く、マスターカード、アメリカン・エキスプレス、Visaが利用できる[15][16]。
  - 韓国国内の倉庫店では国際ブランドは利用出来ず、ヒュンダイカードのみが利用できる[17]。
  - 台湾の倉庫店では国際ブランドは利用出来ず、国泰世華銀行および平安銀行との提携カード、米国・日本・韓国・カナダの各国の自社発行カードのみが利用できる[18]。
  - オーストラリア国内の倉庫店ではVisa・マスターカードが利用可能である[19]。
- JCBカード・ダイナースクラブはすべての倉庫店で利用できない。
- 各倉庫店にはキャッシュディスペンサーが設置されている。日本ではコンビニATMを運営しているイーネットと契約している[20]。

## 世界各国での店舗数
2025年4月11日現在、世界で898の倉庫店を展開している
- アメリカ合衆国およびプエルトリコ (617倉庫店)
- カナダ (109倉庫店)
- メキシコ (41倉庫店)
- 日本 (37倉庫店)
- イギリス (29倉庫店)
- 韓国 (19倉庫店)
- オーストラリア (15倉庫店)
- 台湾 (14倉庫店)
- 中国 (7倉庫店)
- スペイン (5倉庫店)
- フランス (2倉庫店)
- アイスランド (1倉庫店)
- ニュージーランド (1倉庫店)
- スウェーデン (1倉庫店)

世界で一番広い倉庫店は、アメリカ合衆国ユタ州ソルトレイクシティのソルトレイクシティ倉庫店である（2023年現在）。ハワイのオアフ島にあるイウィレイ倉庫店は、世界で最も忙しい倉庫店と言われる（2022年現在）。
2019年8月27日、中国・上海市閔行区に、中国初のコストコとなる閔行倉庫店がオープンした。

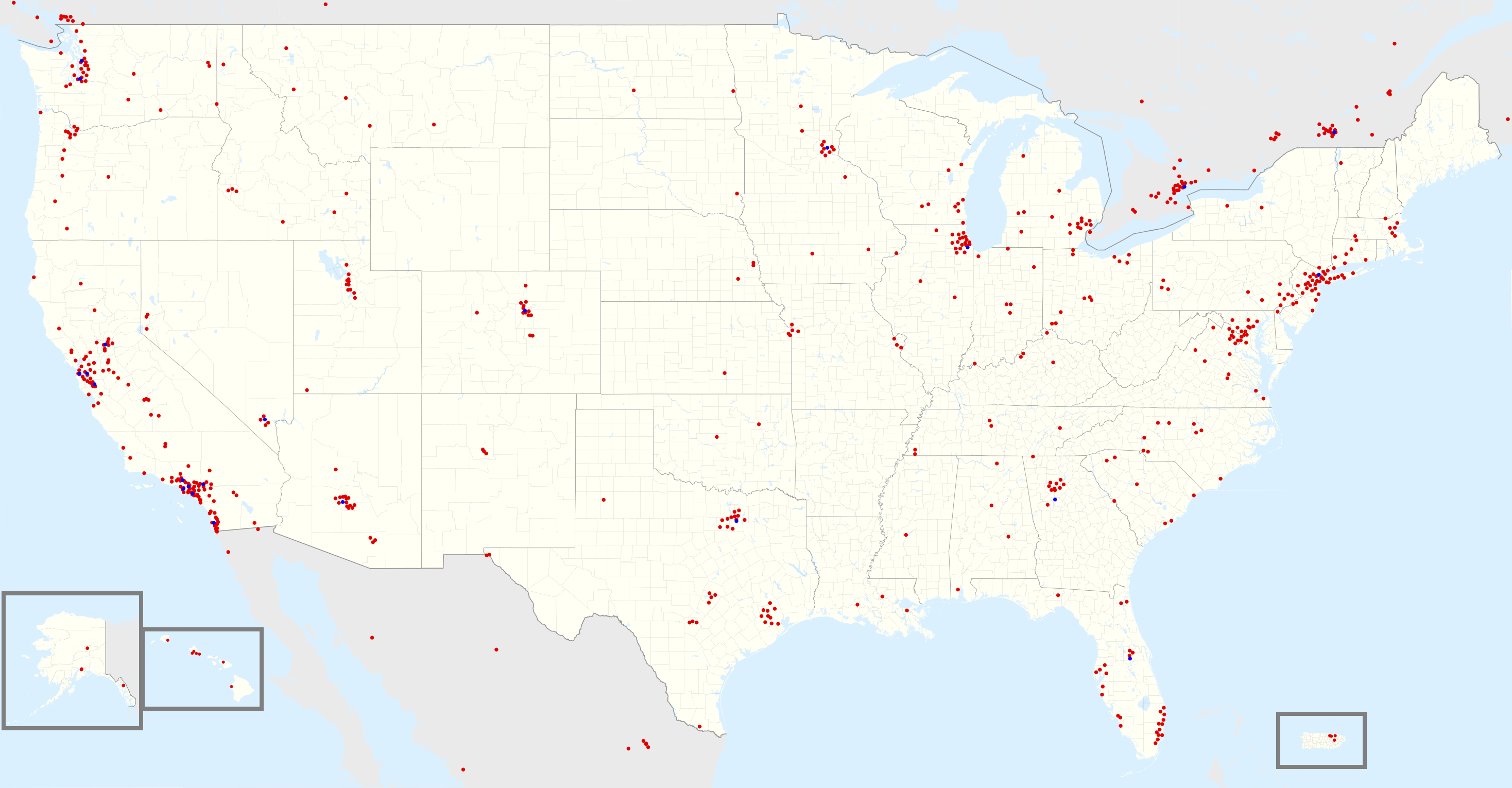
米国店舗地図（2021年1月）
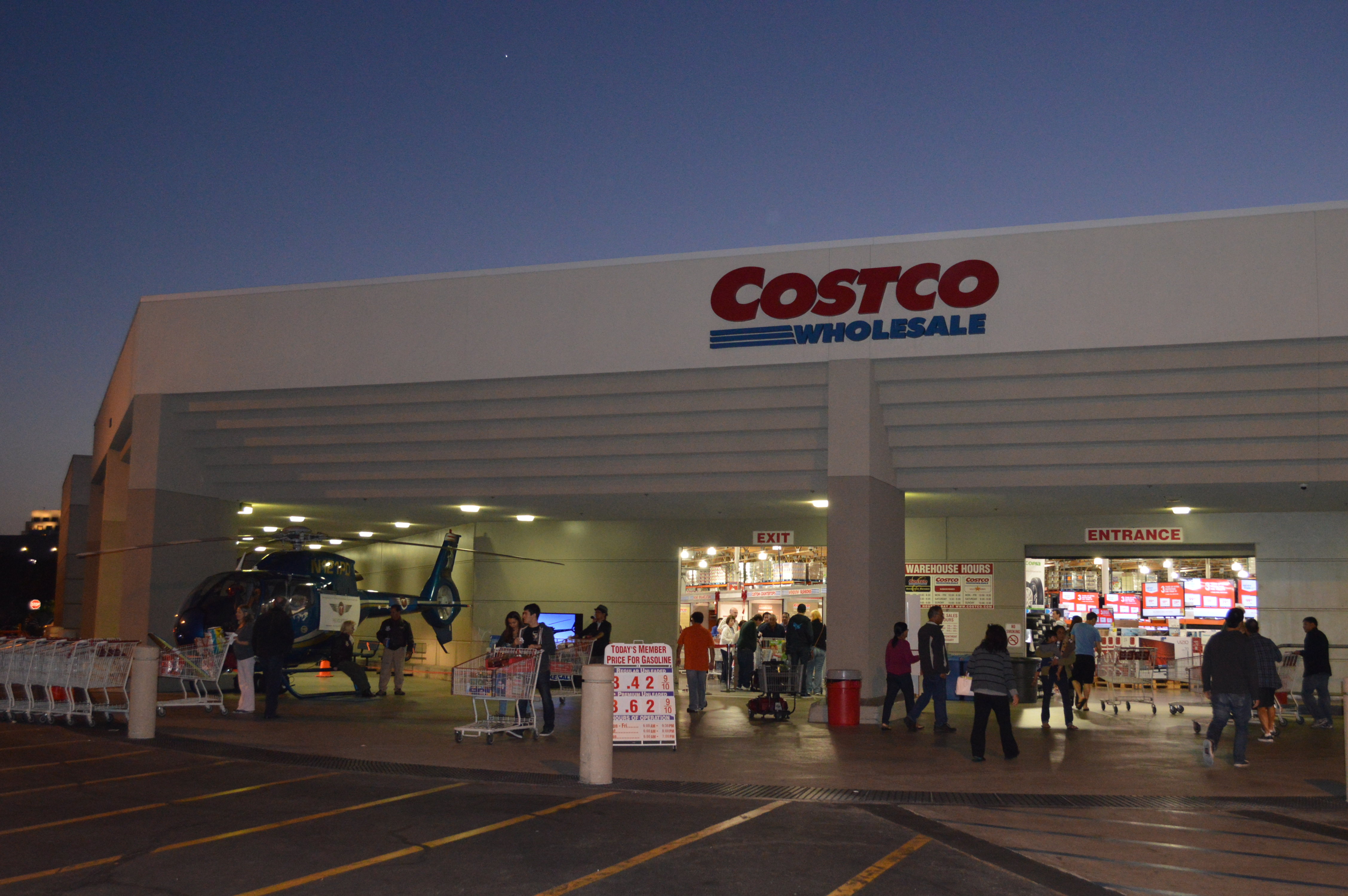
アメリカ合衆国のアーバイン店
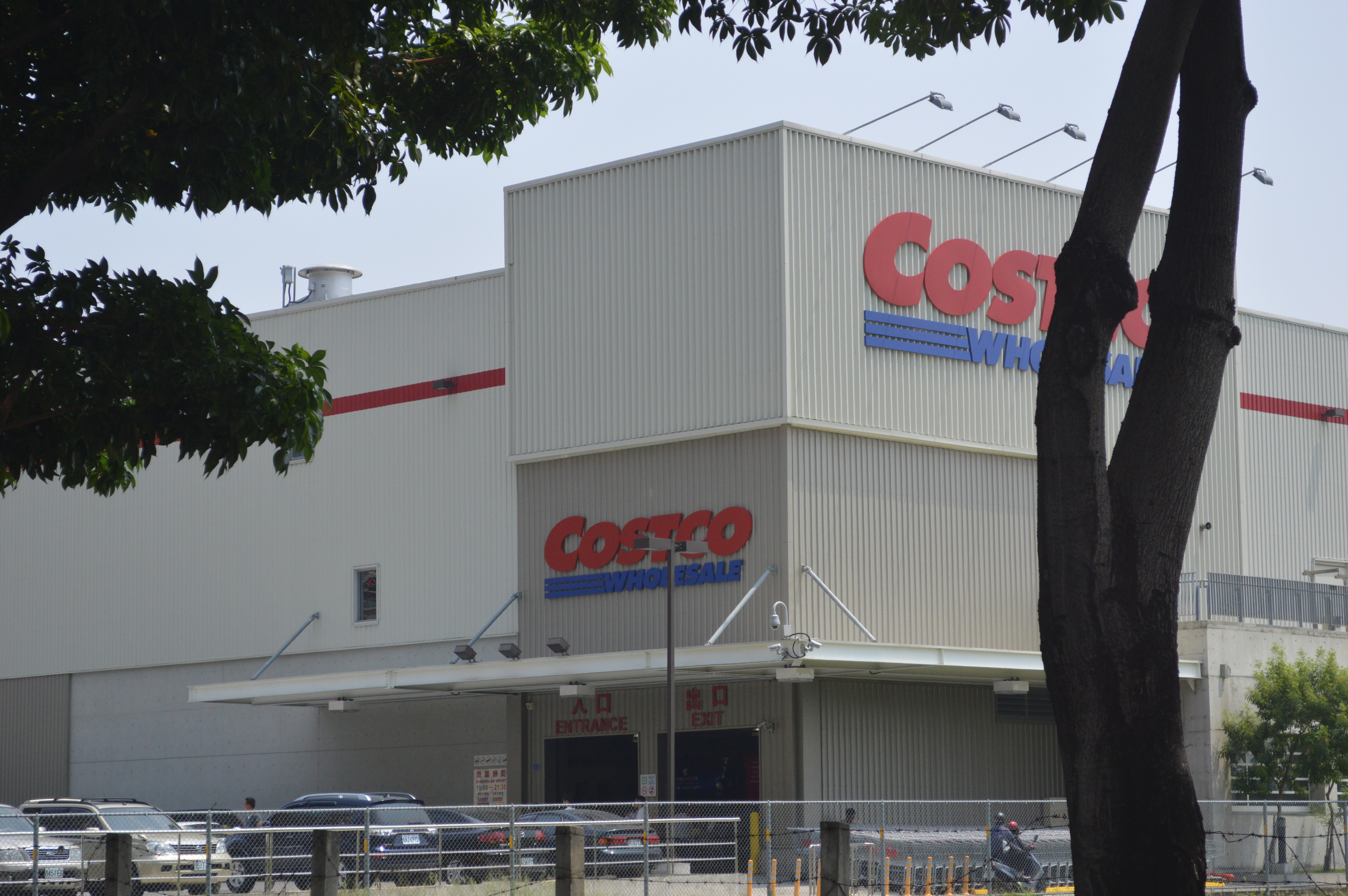
台湾の高雄店
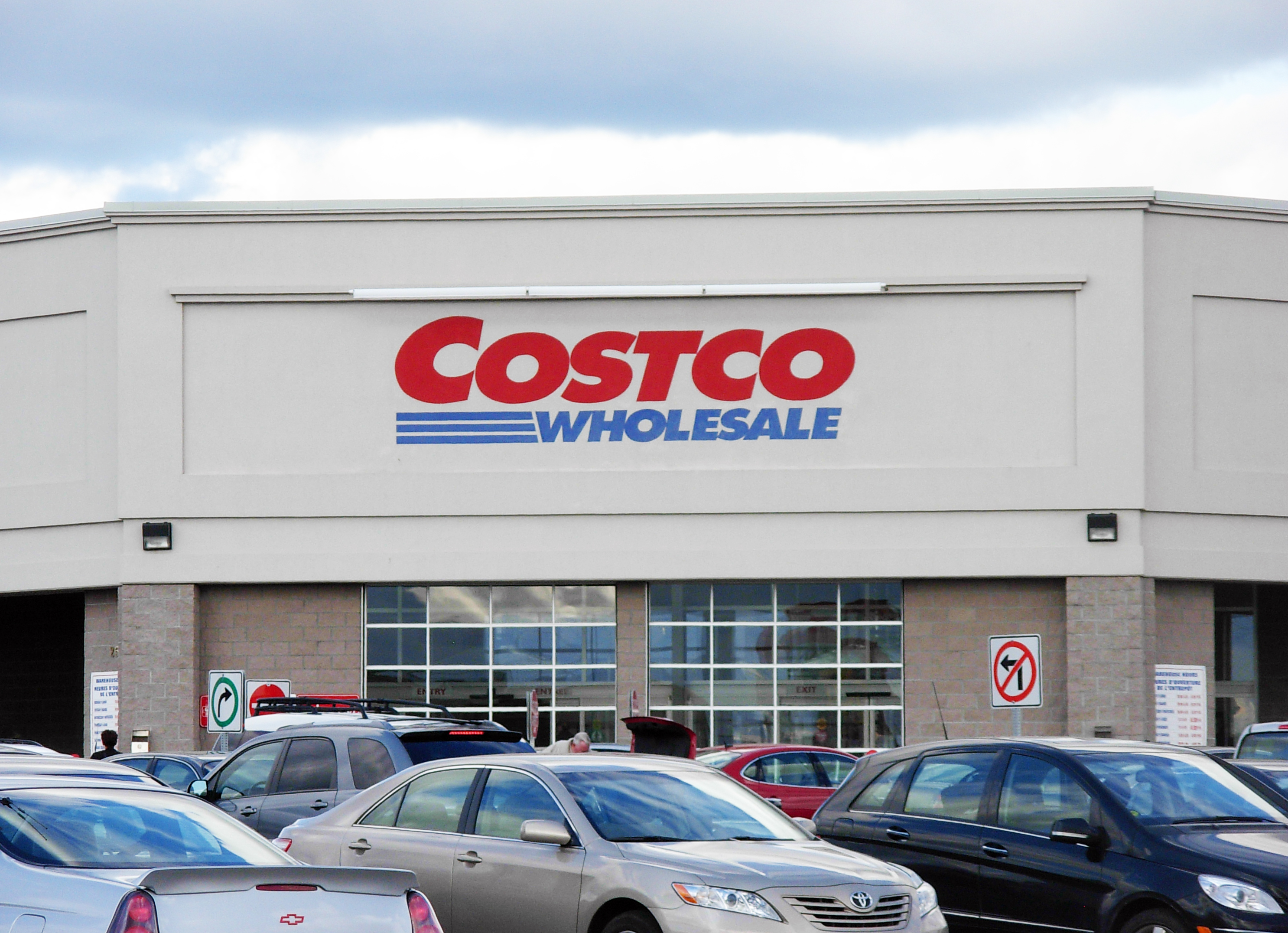
カナダのモンクトン店
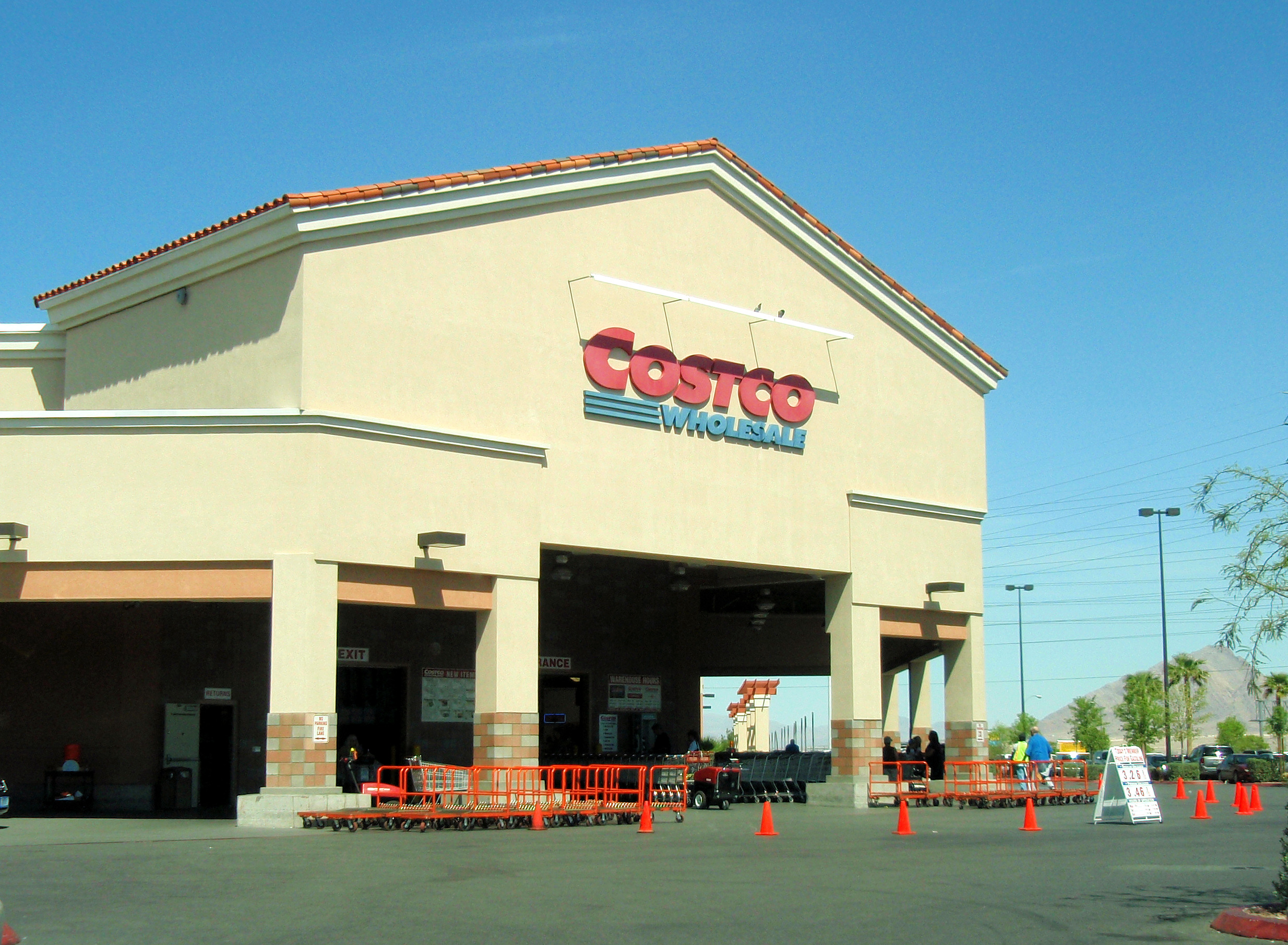
アメリカ合衆国ネバダ州のヘンダーソン店
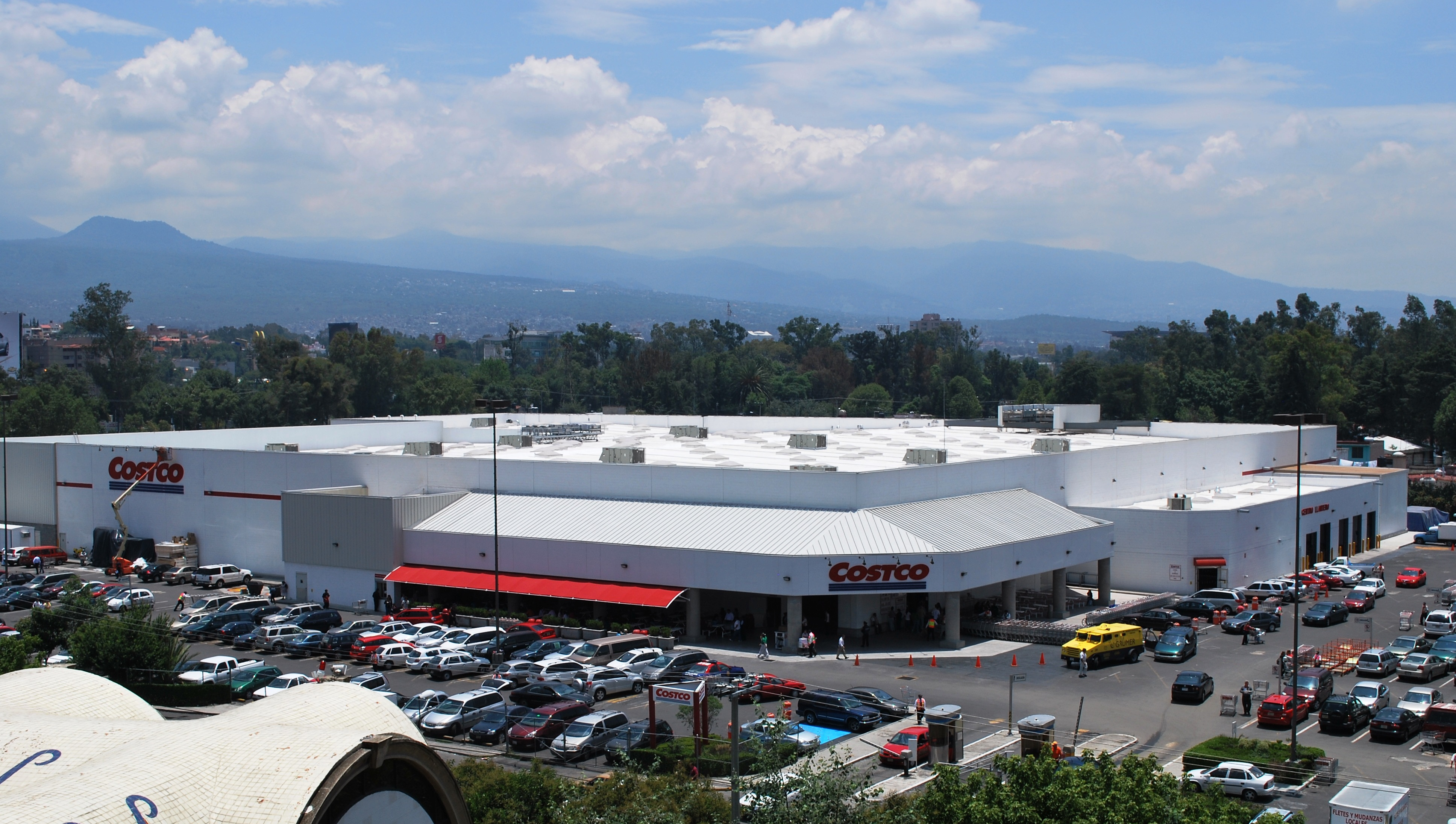
メキシコ、メキシコシティ市内のトラルパン店
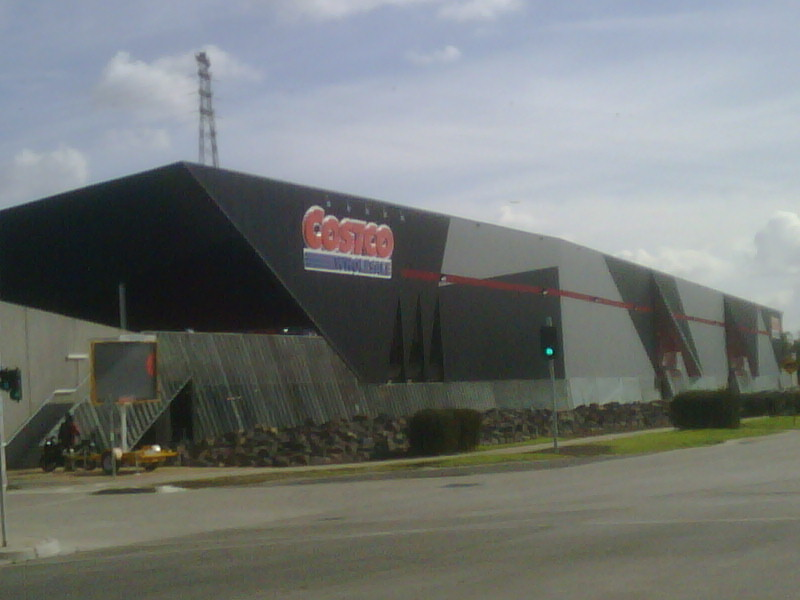
オーストラリアのメルボルン「ドックランズ」店

## 商品販売形態

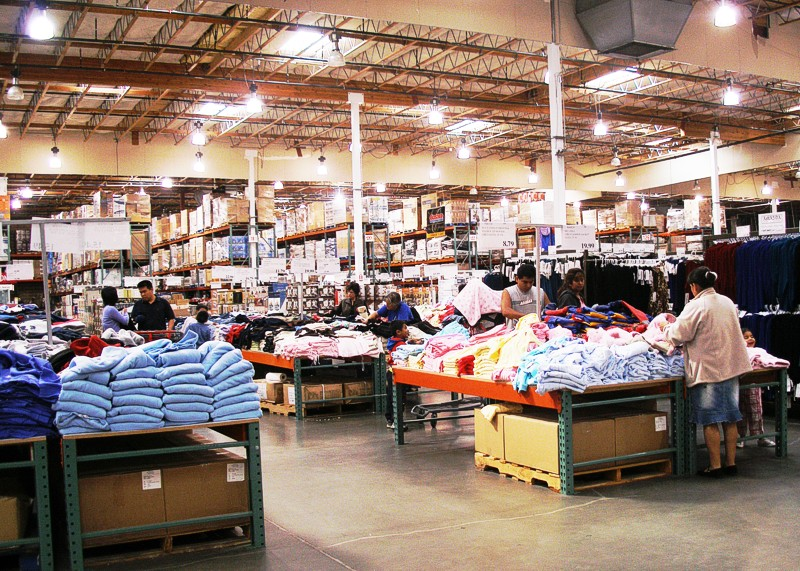
典型的なコストコの内装

コストコは倉庫店スタイルで展開している関係上、かつてはパレットに載せるだけの箱詰めの商品であった。現在では取り扱い製品とサービスの枠を広げ、肉、野菜、乳製品、海産物、花といった生鮮品や服、本、ソフトウェア、掃除機、家電、ソーラーパネル、腕時計、宝石、タイヤ、美術品、ワイン、ホットタブ（浴槽）、家具などを販売している。
ほとんどの倉庫店には、薬売り場（調剤薬局）、補聴器センター、メガネコーナー（メガネ・コンタクトレンズ）、フォトセンター、タイヤセンター、ガスステーションがある。
コストコの検眼所はアメリカで4位を誇る。会員がコンタクトレンズを購入する際には眼科で処方箋を入手しておく必要がある。
アルコール飲料を取り扱う倉庫店の一部は、展開するそれぞれの国家や地域における法律や条例による販売規制の都合上、別の建物で販売しているところもある。ワシントン州やテキサス州などアメリカの一部の州では、酒類を販売する際は、小売事業者と酒類販売者を別にして販売しないといけない。2006年、コストコは酒類販売に関する州法をめぐり、ワシントン州の規制当局を相手取って訴訟を起こしたが、コストコが敗訴している。

### カークランド・シグネチャー
英語: Kirkland Signature（カークランド・シグネチャー）は、小売業では『自社ブランド』『ハウスブランド』や『プライベートレーベル』で知られているコストコのPB（プライベートブランド）である。よくコストコのウェブサイトや倉庫店で見受けられる。名前はコストコの創業地で、1987年から1996年まで本社があったワシントン州カークランド市からとっている。

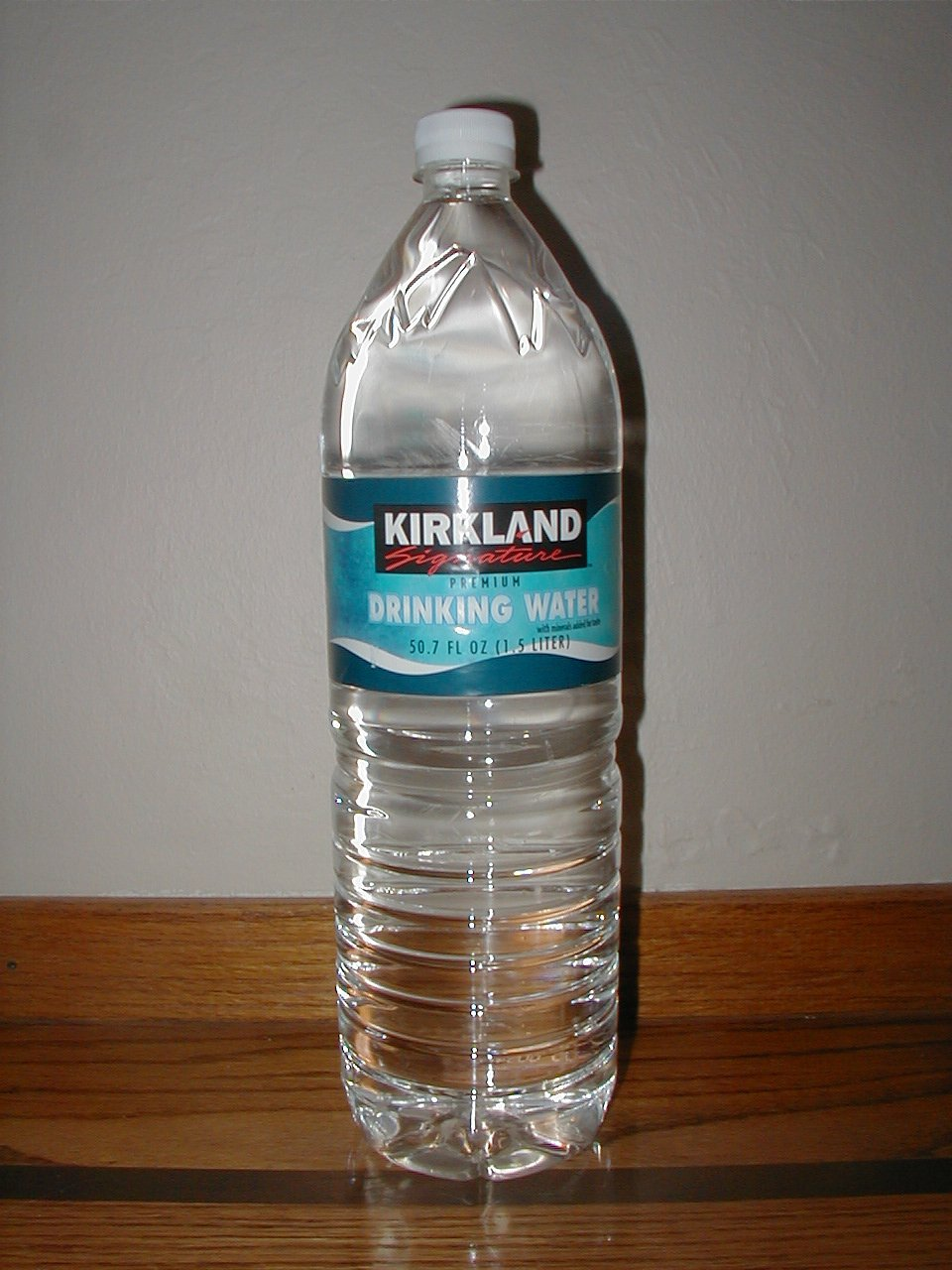
カークランド・シグネチャー・ブランドのボトルウォーター

コストコは1995年、カークランド・シグネチャーを企業ブランドとすることを発表した。目的は商品の個別化と安値にしながらも高品質を目指すため。

### ロードショー
コストコ倉庫店内では、「ロードショー」と呼ばれる実演販売やサンプル配布、試食販売のイベントが行われている。
ロードショーを行っている従業員はコストコの従業員ではなく、デイモン・ワールドワイド傘下のクラブ・デモンストレーション・サービシズ（CDS）という企業より派遣されている。

### 自動販売機
店舗内外の両方、もしくはどちらか片方の場所に自動販売機が設置されており、カークランドシグネチャーのミネラルウォーターやお茶などが販売されている。店舗外に設置されているものは非会員、つまり一般の者でも使うことができる。

## 取り扱いサービス
国や地域、店舗によって多少の違いはあるが、おおむね下記の内容となっている。
- オンラインショッピング
  - アメリカ合衆国及びカナダ、イギリス、メキシコ、韓国、台湾で登録のメンバー向け[32]。
    - 利用には実店舗のメンバーズカードと登録が必要である。
    - おむつから生活用品、携帯電話、家庭用AED、棺桶、骨壷までのほとんどの生活用品が入手可能、もちろん配達のみならず店舗での受け取りも可能
    - 処方箋が必要な処方箋医薬品まで購入可能。
    - コストコで購入した商品のキャッシュバック(リベート)のオンライン手続きが可能。
    - 旅行商品及び映画、ミュージカル、イベントチケット、各種割引入場券の予約・購入も可能。
    - ビジネスで必要なサービス(事務所の電話・ウェブサイト作成、給与計算代行、401(K)、クレジットカード端末)や保険(医療保険、自動車保険)、ローン、銀行預金の斡旋まで揃っている。
    - 写真現像やタイヤ、処方箋が必要な医薬品の購入など実店舗での取り付けや受取りが必要なサービスでは、それぞれの商品を取扱している最寄りの倉庫店を指定する必要がある。
    - 会社や個人経営のオフィス向けのカタログショッピングもある。

  - 日本でも2019年にオンラインショッピングを行う計画がある事が、2018年6月の『ビジネスインサイダー』の取材で判明[33]。2019年に会員向けに配布した会報誌で、年内に開始予定である事を発表した[34]。同年12月10日からサービスを開始した[35]。
    - 日本も他国と同様、メンバー（会員）のみが利用可能。支払い方法はクレジットカード（マスターカード）のみ。送料込みの価格を表示している[注釈 10][36][37]。ケーキやデリなど、一部の食料品については日時指定の上で倉庫店受け取りとなる[36]。倉庫店限定販売でオンラインストアでは購入出来ない商品がある一方、倉庫店では購入出来ないオンラインストア限定の商品もある。ピザ用の窯や1000万円を超える宝石類などもラインアップされている[32][36][37]。
- オンライン写真現像サービス(DPE)
  - 米国、カナダ、メキシコ、英国、日本、韓国において、事前登録した会員がサービスを受けることができる。
- 宅配・デリバリーサービス
  - 会員宅までの配達を宅配業者に委託する「配送カウンター」が各倉庫店に設置されている。一部店舗を除き、家電製品などの大型商品に限られる。
  - 日本では2021年から各種デリバリーサービスと提携し、コストコ取扱商品の配達サービスを開始している。配達地域は限られているが、コストコの会員に加入していなくても注文することが可能である。対応倉庫店や取り扱い商品数、配達料金（手数料）などは提携先によって異なっているので下記を参照のこと。
    - Wolt - 2021年8月26日から広島倉庫店において配達サービスを開始。生鮮食品や飲料、日用品などの約1500品目の商品を取り扱う。配達料金は配達距離によって異なる。同年11月21日から札幌倉庫店、同年12月16日から富谷倉庫店でも配達サービスを開始した[38][39]。
    - Uber Eats - 2021年11月17日から川崎倉庫店において配達サービスを開始。カークランド・シグネチャーを中心とする約900品目以上の商品を取り扱う。最低注文料金は無いが、注文金額が2,000円未満の場合は手数料として200円が別途徴収される。北海道内の倉庫2店舗など、他の倉庫店でも順次配達サービスを開始していくとしている[40][41]。
    - BOPISTA - 2022年2月18日から入間倉庫店で開始した西武ホールディングスの配達サービス。カークランド・シグネチャーを中心とする約40品目以上の商品を取り扱い、西武鉄道の所沢駅やグランエミオ所沢などに設置されている専用ロッカーにて受け取る。サービスの利用料は購入金額によって異なり、最大で600円（税込）が商品とは別に課金される[42][43]。
    - Kacchao - 2022年3月16日から岐阜羽島倉庫店で開始した中部電力ミライズコネクトの配達サービス。約1200品目以上の商品を取り扱う。最低注文料金は5,400円（税込）以上で配送料500円と手数料300円が別途徴収される。なお、購入金額が合計12,960円（税込）以上であれば配送料は無料となる[44][45]。
    - menu - 2022年3月31日から川崎倉庫店において配達サービスを開始。カークランド・シグネチャーを中心とする約1400品目以上の商品を取り扱う[46]。
    - pikuraku - 2023年3月17日から同年5月31日までの予定で尼崎倉庫店にて開始した西日本旅客鉄道（JR西日本）の配達サービス。カークランド・シグネチャーを中心とする80種類以上の商品を取り扱い、JR西日本の大阪駅や高槻駅などに設置されている専用ロッカーにて受け取る。サービスの利用料はロッカーでの受け取り1口につき700円（税込）、指定時間に商品が受け取れなかった場合は延長料金として300円が商品とは別に請求される[47][48]。

## フードコート

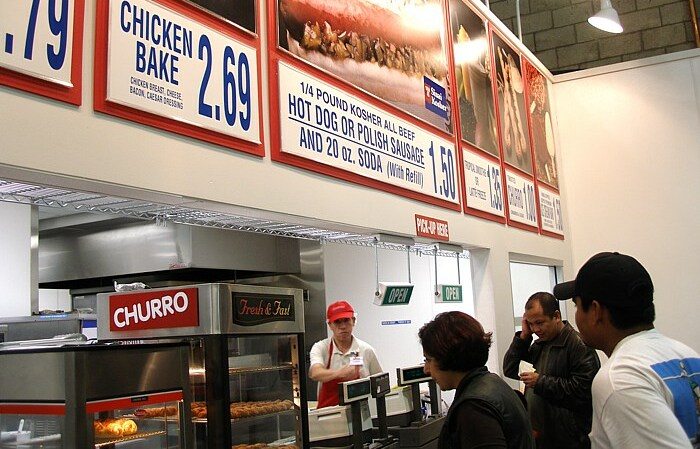
一般的なコストコのフードコート

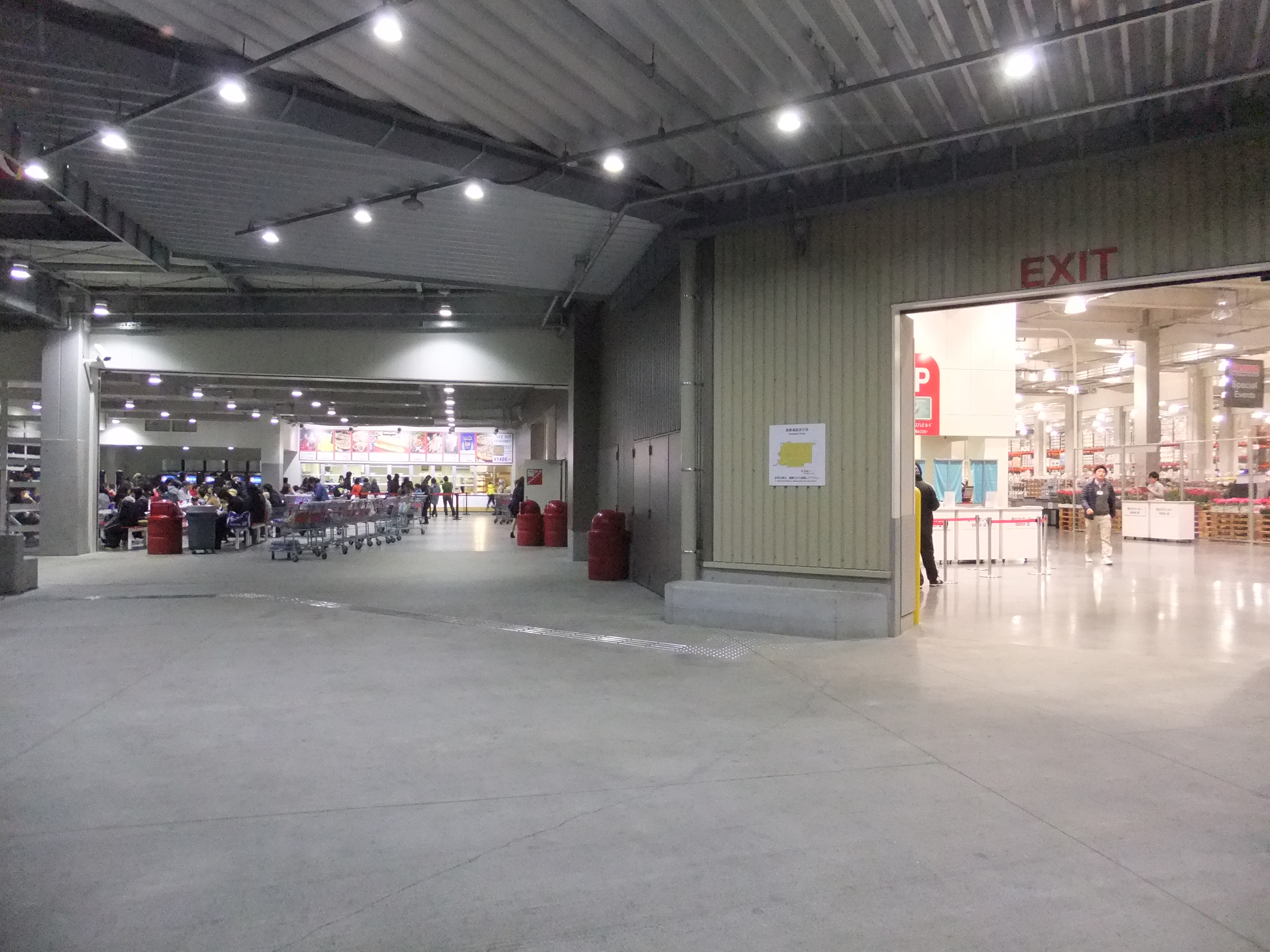
広島倉庫店では、ボールパークタウン事業の一環として屋外に設置されている

コストコ倉庫店の出口付近には、ピザやホットドッグ、ソフトクリームなどの軽食を販売する、会員限定のフードコートがある。さまざまな商品があるが、中でもドリンクバーが利用可能なクォーターパウンド（1/4ポンド=約113グラム）のホットドッグが人気である。ホットドッグの価格は米国では1980年代半ば以降1ドル50セントで据え置かれ、これは創業者のジェームス・シネガルが経営陣に価格維持を厳命しているためとも言われる。
広島倉庫店では、MAZDA Zoom-Zoom スタジアム広島整備事業（広島ボールパークタウン整備事業）の一環として、例外的に屋外にフードコートを設置。球場観客の利用を想定し、会員以外でも同一料金で利用できる。会員以外が利用できるコストコのフードコートは日本初となった。
幕張倉庫店のフードコートは、屋内から屋外に場所が変更され、座席エリアが拡張され、倉庫店左右に設置されている。こちらも会員以外の一般者の利用が可能である。
新型コロナウイルスの感染拡大防止対策に伴い、2020年5月から当面の間、幕張・広島両倉庫店共に、会員のみの利用に限られている。
フードコートのドリンクバーについて、2012年まではザ コカ・コーラ カンパニー（コカ・コーラ）から供給された飲料を提供していたが、2013年に同業会社であるペプシコ（ペプシ）からの供給に切り替えた。2025年にペプシからの供給を取り止めて、12年ぶりにコカ・コーラからの供給が復活した。

## 日本での展開

### 日本法人
日本法人のコストコホールセールジャパン株式会社（法人番号：3020001079681）は、千葉県木更津市瓜倉に本社を置く。1999年、福岡県糟屋郡久山町に第1号店となる久山店を開店。2025年4月時点で37店舗を有しており、北アメリカ以外の国と地域の中では最も店舗数が多い。
2020年11月現在のコストコホールセールジャパンの社長は、ケン・テリオである。
2020年12月に千葉県庁が販売していた木更津倉庫店（千葉県木更津市瓜倉）の隣接地を落札。隣接地にオフィスを建設した上で、2022年8月に神奈川県川崎市川崎区池上新町の川崎倉庫店から本社機能を移転した。
コストコに併設されているガソリンスタンド（コストコでの名称は「ガスステーション」）は、当然ながら石油元売り系列ではなく「無印スタンド」である。仕入れ先について、基本的に公表はしていないが、沖縄南城倉庫店については愛知県及び大韓民国から輸送（輸入）していることを明らかにしている。価格については周辺のガソリンスタンドの価格を考慮した上で設定している。利用にはコストコ会員証が必要だが、支払い方法がマスターカードかコストコプリペイドカードに限られるため、コストコ会員であっても現金での支払いに対応していない。
食品に限っても、Driscoll'sのイチゴやカンタロープメロンやシーアスパラガスなど、世界で有名であるが日本では見掛けないブランドや食材を数多く取り揃えている。
優秀な人材を確保する観点から、従業員の賃金体系や福利厚生はグローバルスタンダード（国際基準）を採用しており、日本国内の店舗共通で設定している。このため、時給は1,500円からとなっており、地域によっては最低賃金を大幅に上回っている場合もある。1000時間（約半年）ごとに昇給となり、最高で1,850円から3,500円の間となっている。

#### 日本語での発音
会社登記された名称に基づき、Costco の片仮名転写は「コストコ」である。また一般的に日本語では、アクセント核を持たない平板型アクセントで「コ↗ストコ」と発音されている。これに対して、アメリカ英語では「t」は発音されないこともあり、初めの部分に強勢を置いた「カースコウ」または「コースコウ」に近い。

### 店舗
アメリカと同様、日本でも自動車での来店を前提としているため、多くの店舗は郊外でのロードサイド型店舗となっている。新店舗オープン直後や休日、消費税などによる商品価格改定直前にはコストコ来店の車で周辺道路において渋滞が起きたケースも少なくない。このため、栃木県壬生町の壬生倉庫店のオープン直後（2022年6月23日）には所轄警察署である栃木警察署に対して、渋滞に関する苦情が寄せられたり、路線バスの運行に影響が出たほか、沖縄県南城市の沖縄南城倉庫店のオープン直後（2024年8月24日）にも同市運営のコミュニティバスであるNバスの大幅遅延が発生したり、近くにある琉球ゴルフ倶楽部では大量のゴルフプレーの取りやめが発生する事態になった。このため、新規出店の際の選挙の争点に発展したり、店舗誘致を断念した事例もある。
駐車場に関しては原則無料であるが、ららぽーと門真・三井アウトレットパーク 大阪門真と隣接している門真倉庫店（大阪府門真市）は有料であるほか、MAZDA Zoom-Zoom スタジアム広島と隣接している広島倉庫店（広島県広島市南区）はプロ野球球団・広島東洋カープ主催試合開催日は一部の区画（200台）を同球団が借用するため、試合観戦目的以外の客は駐車することが出来ない。

#### 店舗一覧
○＝該当、×＝非該当
| 倉庫店名                        | 所在地                 | 開業日         | 店舗面積（㎡） | 駐車台数 | GS | 地図 |
| ------------------------------- | ---------------------- | -------------- | -------------- | -------- | -- | ---- |
| 札幌 Sapporo                    | 北海道札幌市清田区     | 2008年1月25日  | 10,527         | 807      | ×  | map  |
| 石狩 Ishikari                   | 北海道石狩市           | 2021年4月22日  | 10,511         | 814      | ○  | map  |
| 富谷 Tomiya                     | 宮城県富谷市           | 2016年4月29日  | 9,983          | 905      | ○  | map  |
| かみのやま Kaminoyama           | 山形県上山市           | 2015年8月20日  | 10,541         | 879      | ○  | map  |
| つくば Tsukuba                  | 茨城県つくば市         | 2013年7月25日  | 10,036         | 795      | ○  | map  |
| ひたちなか Hitachinaka          | 茨城県ひたちなか市     | 2014年4月10日  | 10,121         | 858      | ×  | map  |
| 壬生 Mibu                       | 栃木県下都賀郡壬生町   | 2022年6月23日  | 10,504         | 704      | ○  | map  |
| 前橋 Maebashi                   | 群馬県前橋市           | 2011年8月26日  | 9,573          | 768      | ○  | map  |
| 群馬明和 Meiwa                  | 群馬県邑楽郡明和町     | 2023年4月26日  | 10,504         | 1,059    | ○  | map  |
| 入間 Iruma                      | 埼玉県入間市           | 2008年4月4日   | 9,988          | 862      | ×  | map  |
| 新三郷 Shinmisato               | 埼玉県三郷市           | 2009年7月7日   | 10,456         | 900      | ○  | map  |
| 幕張 Makuhari                   | 千葉県千葉市美浜区     | 2000年12月1日  | 10,507         | 877      | ×  | map  |
| 千葉ニュータウン Chiba New Town | 千葉県印西市           | 2013年7月26日  | 9,976          | 784      | ○  | map  |
| 木更津 Kisarazu                 | 千葉県木更津市         | 2020年7月30日  | 10,497         | 620      | ○  | map  |
| 多摩境 Tamasakai                | 東京都町田市           | 2002年9月7日   | 10,076         | 768      | ×  | map  |
| 金沢シーサイド Kanazawa Seaside | 神奈川県横浜市金沢区   | 2004年10月2日  | 10,052         | 700      | ×  | map  |
| 川崎 Kawasaki                   | 神奈川県川崎市川崎区   | 2007年7月12日  | 11,220         | 733      | ×  | map  |
| 座間 Zama                       | 神奈川県座間市         | 2011年12月10日 | 10,379         | 818      | ×  | map  |
| 射水 Imizu                      | 富山県射水市           | 2015年8月22日  | 10,099         | 819      | ○  | map  |
| 野々市 Nonoichi                 | 石川県野々市市         | 2015年8月21日  | 10,063         | 804      | ○  | map  |
| 南アルプス Minami Alps          | 山梨県南アルプス市     | 2025年4月11日  | 10,500         | 864      | ○  | map  |
| 岐阜羽島 Gifu Hashima           | 岐阜県羽島市           | 2015年11月20日 | 10,130         | 908      | ○  | map  |
| 浜松 Hamamatsu                  | 静岡県浜松市中央区     | 2017年9月1日   | 10,100         | 820      | ○  | map  |
| 守山 Moriyama                   | 愛知県名古屋市守山区   | 2021年7月8日   | 10,515         | 862      | ○  | map  |
| 中部空港 Chubu Airport          | 愛知県常滑市           | 2013年8月30日  | 10,042         | 911      | ○  | map  |
| 東近江 Higashiomi               | 滋賀県東近江市         | 2024年8月23日  | 10,505         | 906      | ○  | map  |
| 京都八幡 Kyoto Yawata           | 京都府八幡市           | 2011年12月9日  | 9,509          | 814      | ○  | map  |
| 和泉 Izumi                      | 大阪府和泉市           | 2014年6月1日   | 10,089         | 731      | ○  | map  |
| 門真 Kadoma                     | 大阪府門真市           | 2023年8月24日  | 未公表         | 936      | ○  | map  |
| 神戸 Kobe                       | 兵庫県神戸市垂水区     | 2012年2月25日  | 9,822          | 737      | ×  | map  |
| 尼崎 Amagasaki                  | 兵庫県尼崎市           | 2003年4月17日  | 9,762          | 936      | ○  | map  |
| 広島 Hiroshima                  | 広島県広島市南区       | 2013年3月23日  | 10,316         | 1,051    | ×  | map  |
| 北九州 Kitakyushu               | 福岡県北九州市八幡西区 | 2013年3月22日  | 10,226         | 797      | ○  | map  |
| 久山 Hisayama                   | 福岡県糟屋郡久山町     | 1999年4月23日  | 13,000         | 737      | ○  | map  |
| 小郡 Ogori                      | 福岡県小郡市           | 2024年11月21日 | 10,500         | 918      | ○  | map  |
| 熊本御船 Kumamoto Mifune        | 熊本県上益城郡御船町   | 2021年4月1日   | 10,251         | 803      | ○  | map  |
| 沖縄南城 Okinawa Nanjo          | 沖縄県南城市           | 2024年8月24日  | 10,503         | 830      | ○  | map  |

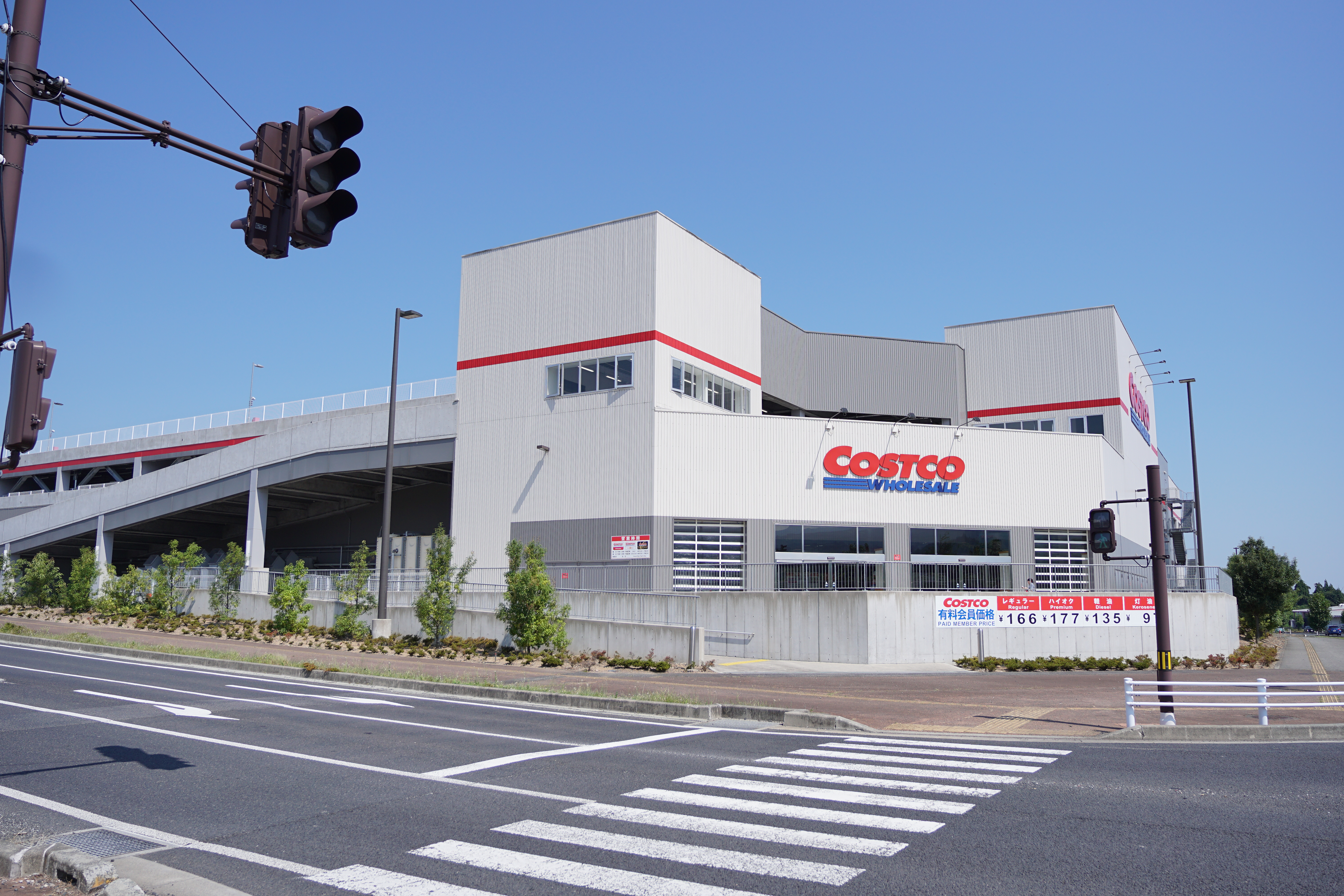
かみのやま倉庫店（山形県上山市）
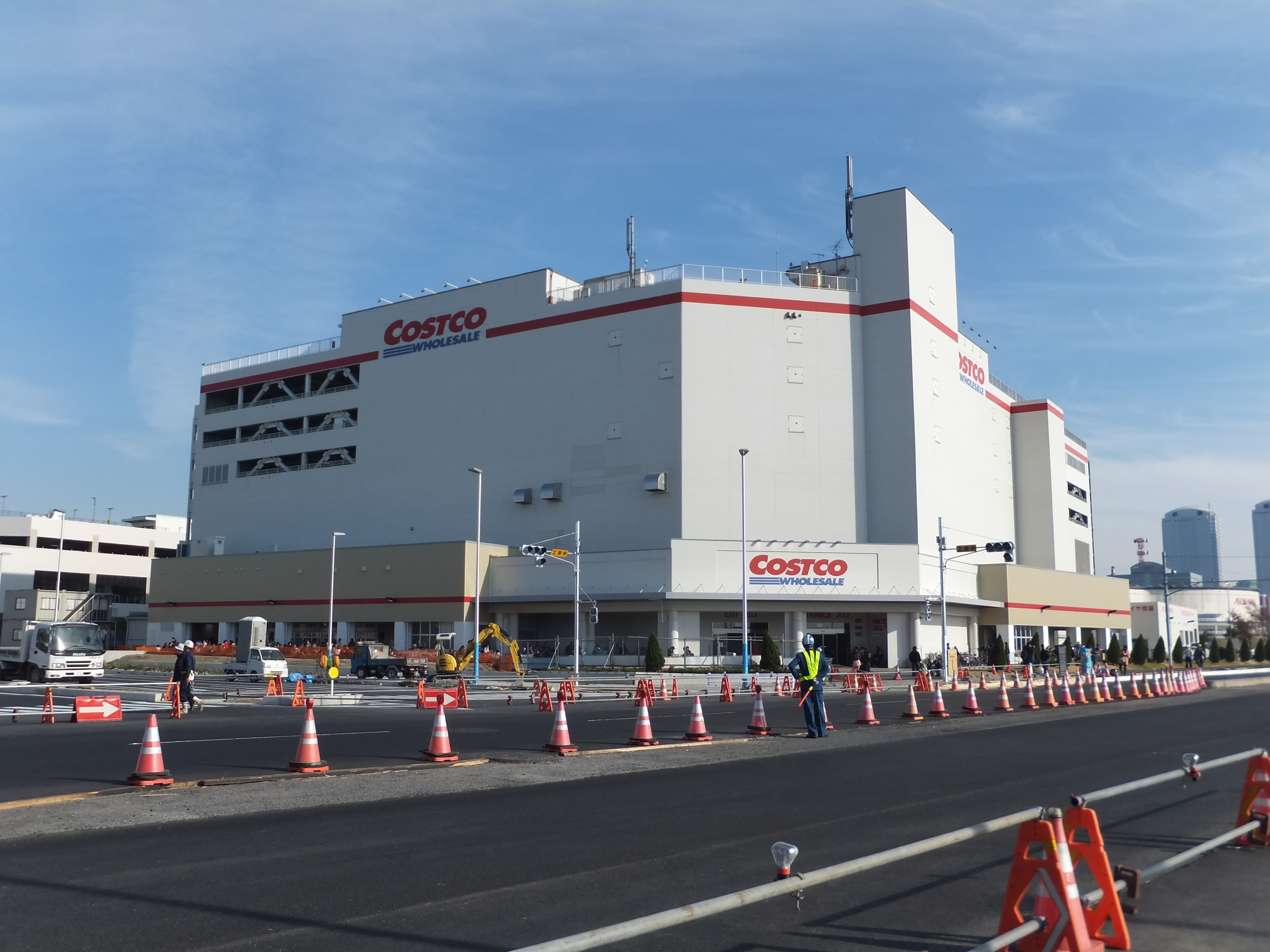
幕張倉庫店（千葉県千葉市美浜区）
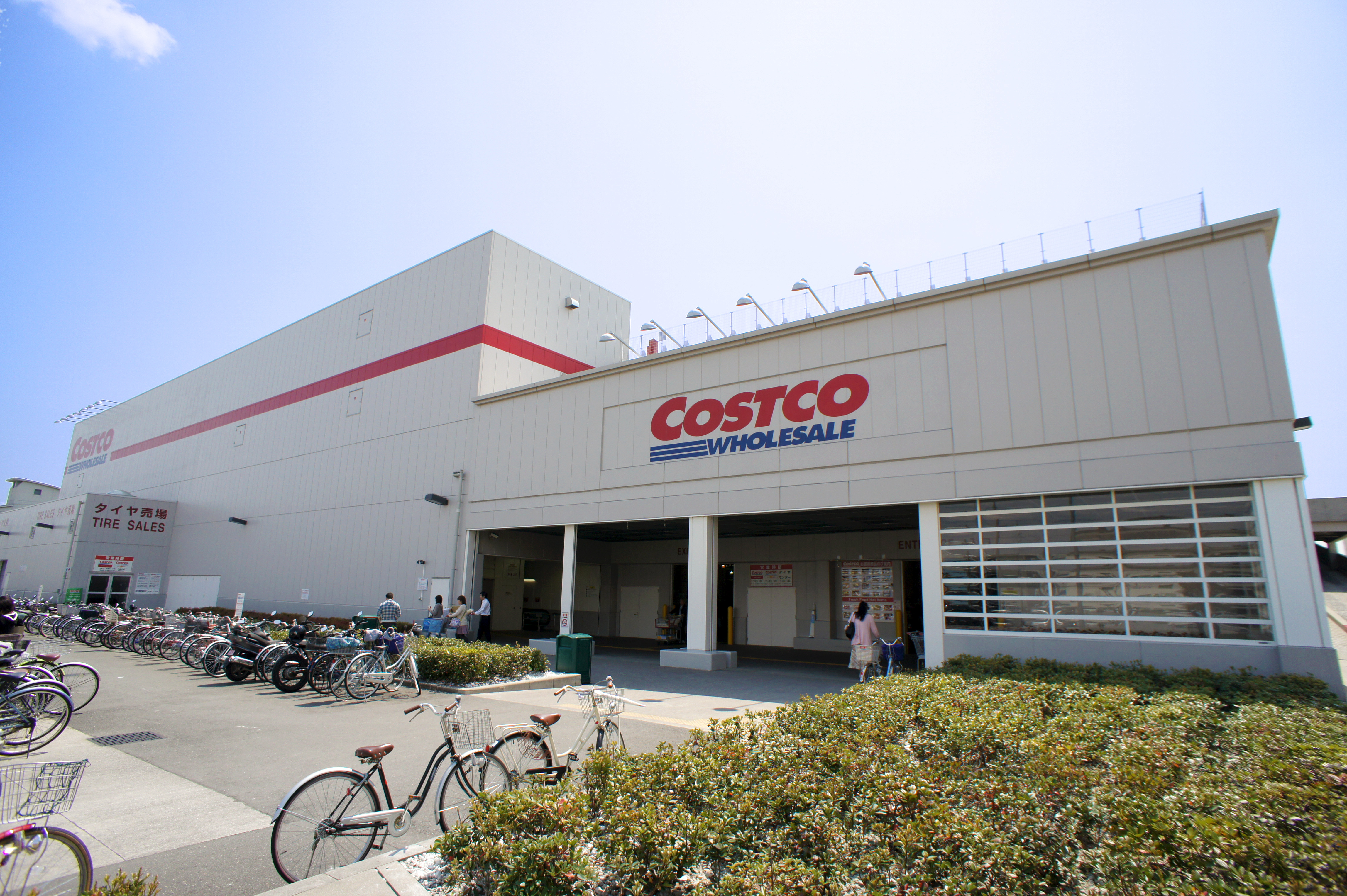
尼崎倉庫店（兵庫県尼崎市）
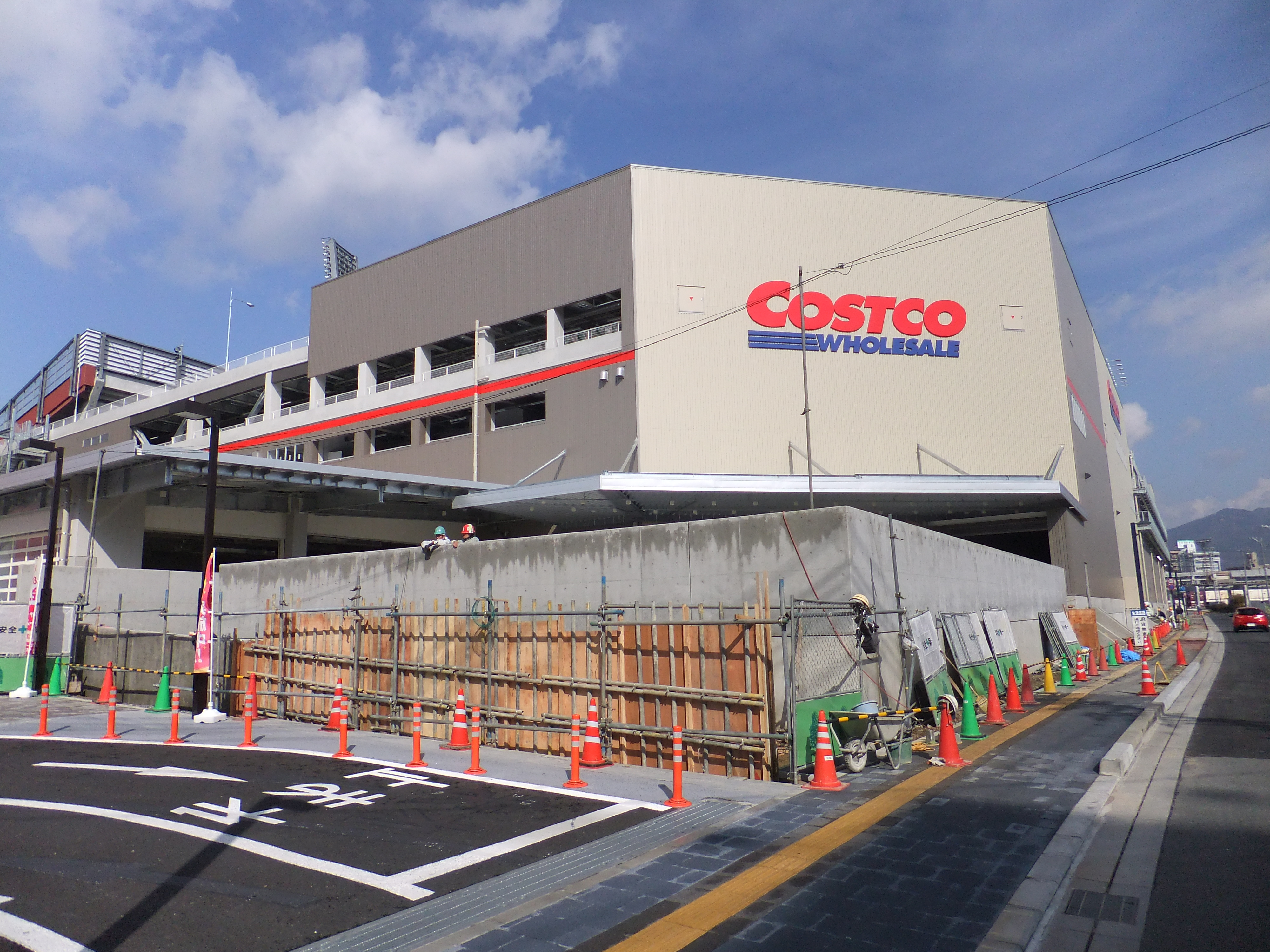
広島倉庫店（広島県広島市南区）
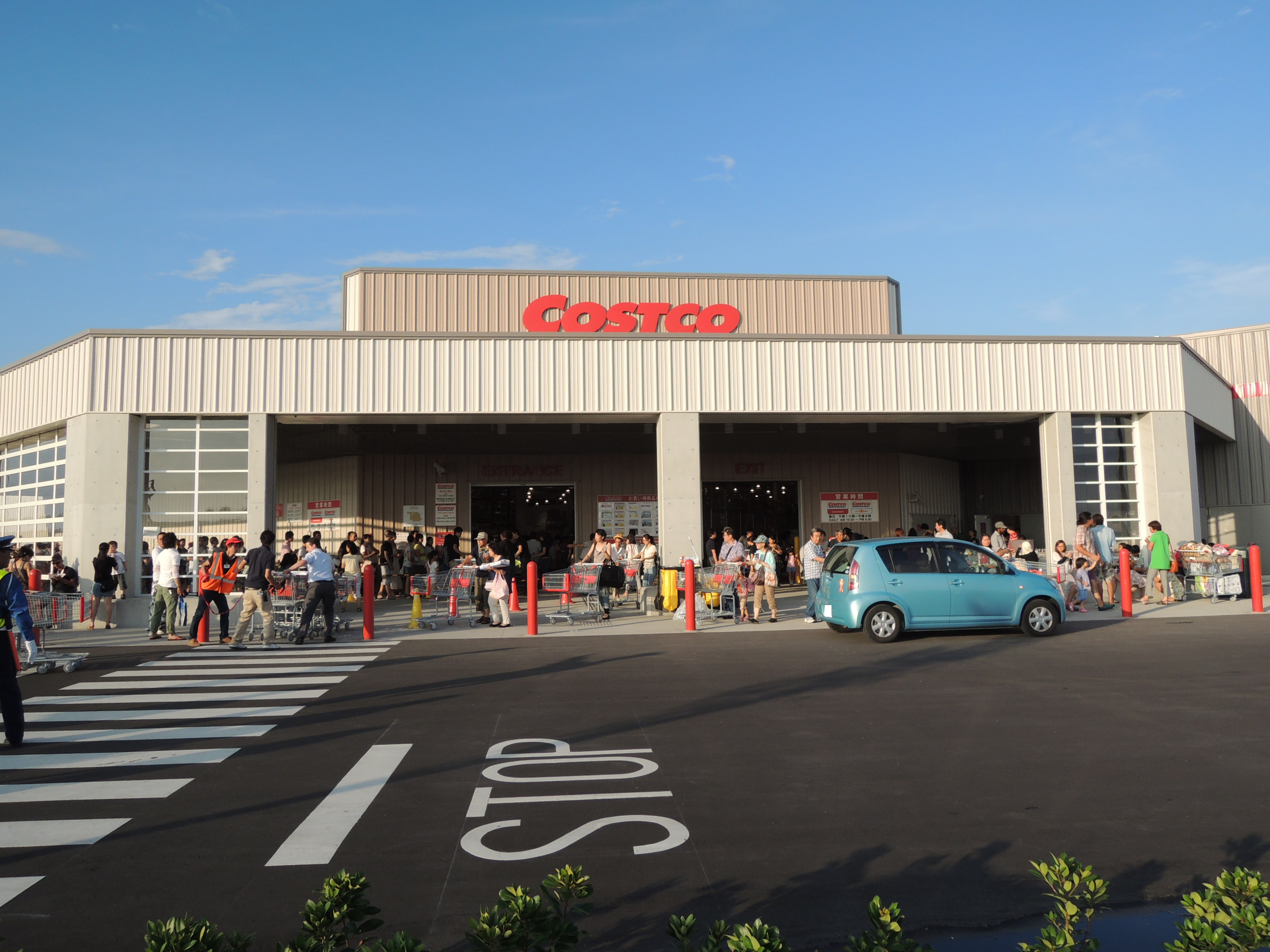
中部空港倉庫店（愛知県常滑市）
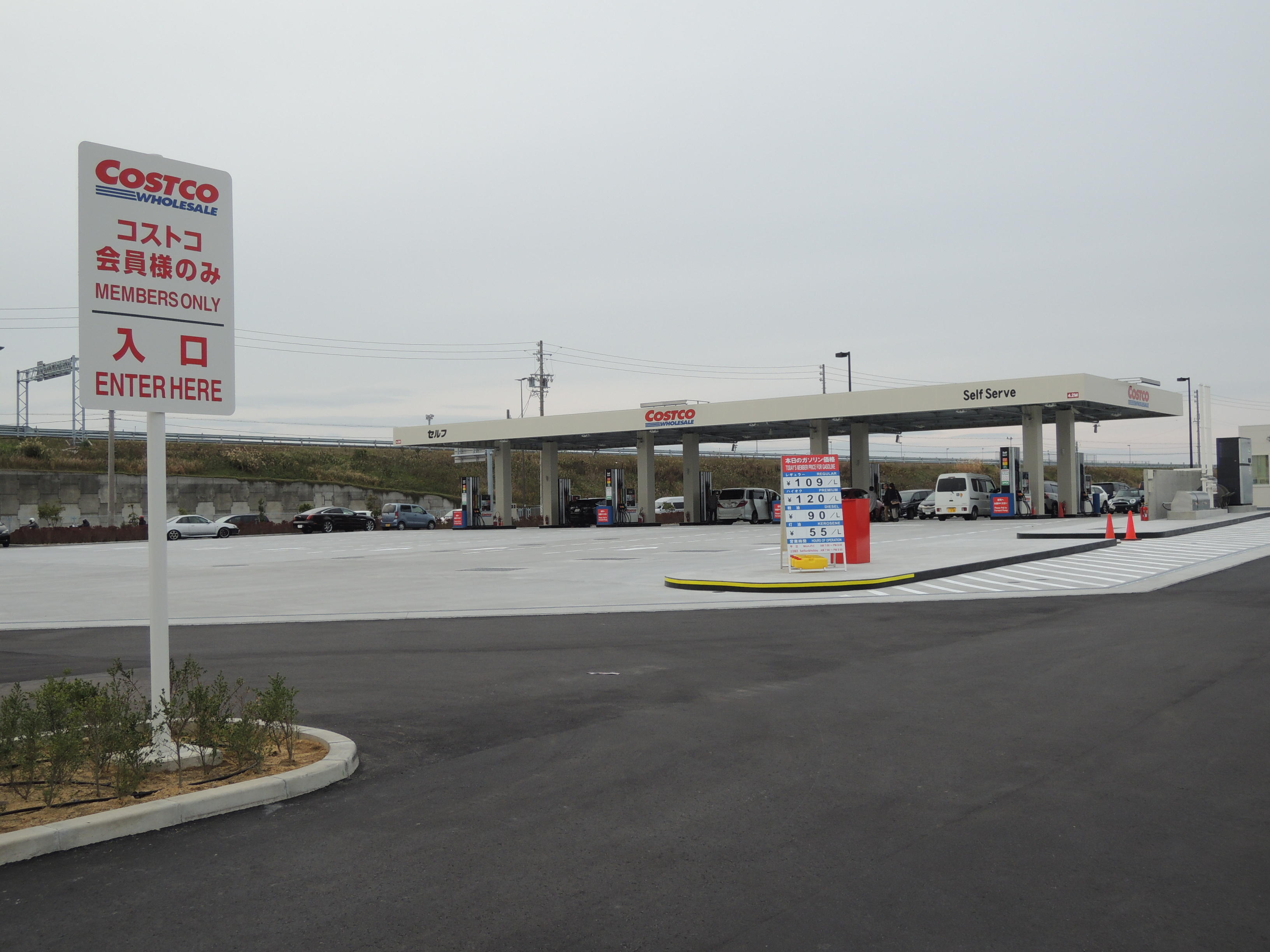
中部空港倉庫店　ガスステーション
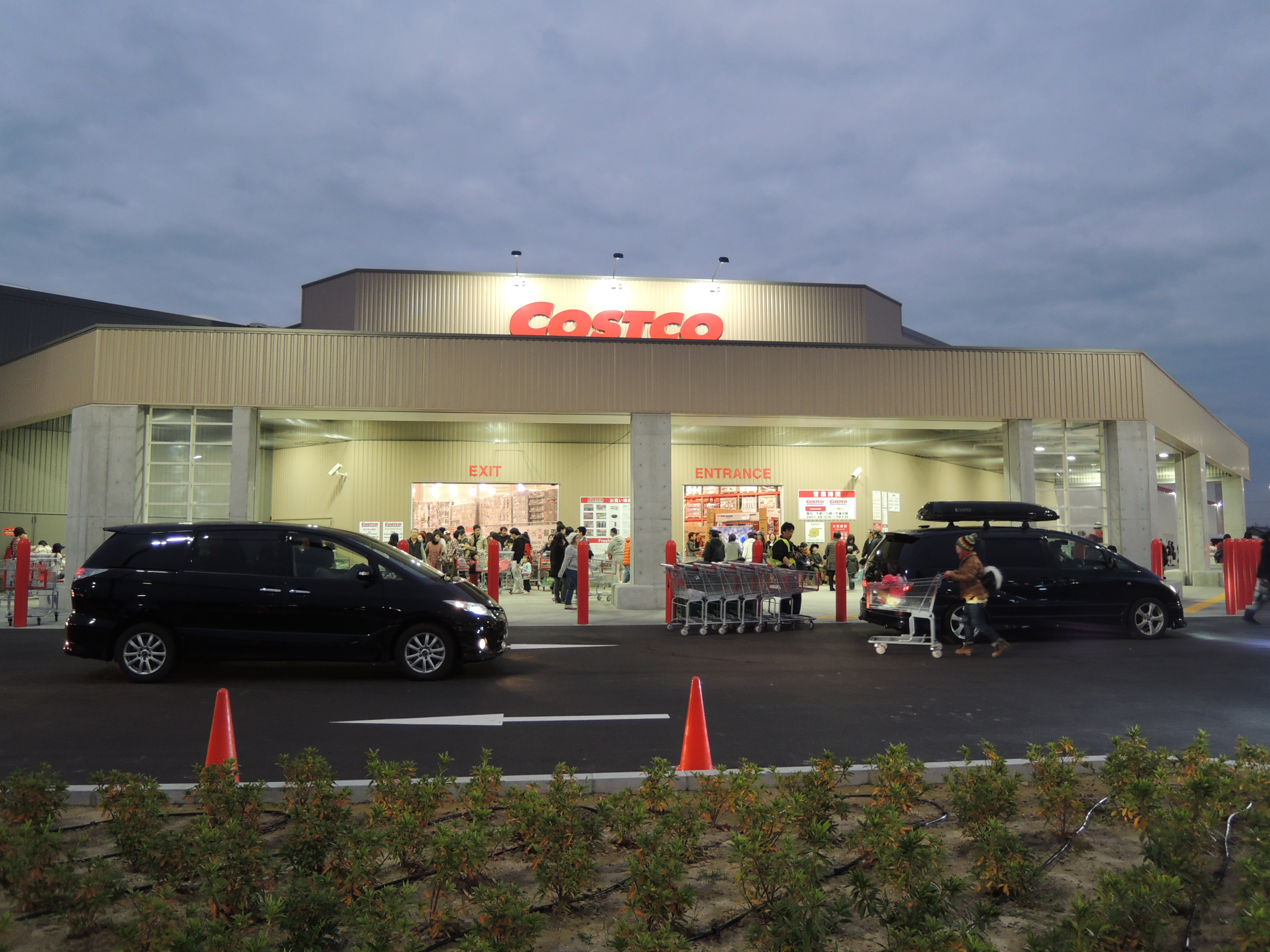
岐阜羽島倉庫店（岐阜県羽島市）
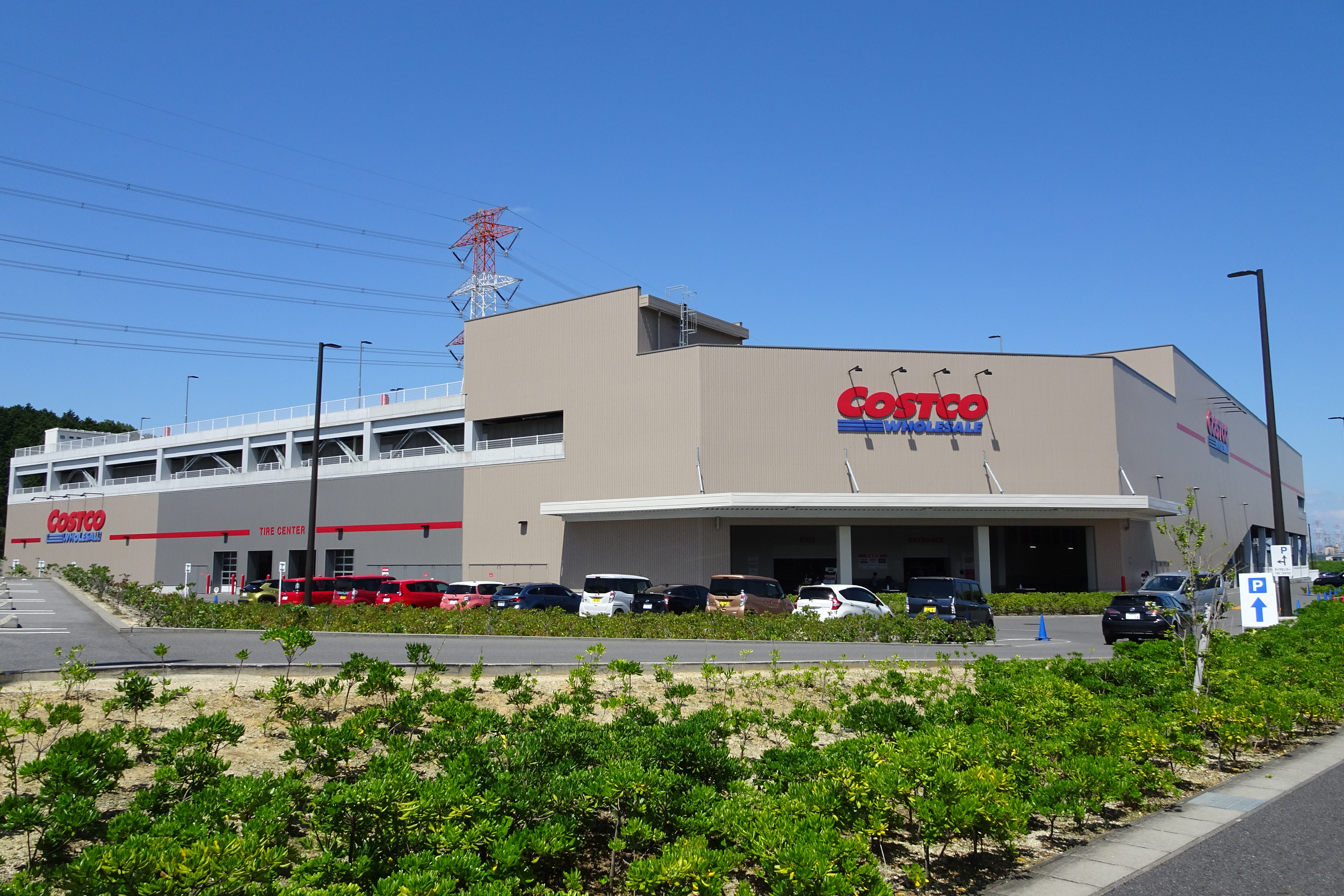
守山倉庫店（愛知県名古屋市守山区）

#### 計画中の店舗
2025年4月現在の時点で37店舗 となっているが、2030年までに全国60店舗以上、最終的には100店舗にまで拡大することを目標としている。なお、出店の目安について、半径10km以内の人口が50万人以上、郊外店舗の場合は近隣に競合する大型商業施設が存在しない地域としていることから、空白地帯である新潟市や岡山市、鹿児島市、松山市などが新規出店の有力候補地とみられている。テレビの情報番組やバラエティ番組を通じて、未進出の地域を含め、知名度が高いこともあり、地域活性化のために地方自治体がコストコを誘致している事例もある。
店名は全て仮称。
- 亀山倉庫店（三重県亀山市）2024年から2026年頃に出店予定[88][89]。

## その他

### 他業者による商品の再販売
以下はコストコが禁止または許可している事であるが、一般的な登録商標の取り扱いと同じであり、コストコが明示しなくても許可または禁止されている（基本的にビジネス会員（法人会員）であれば、商品の再販は可能であるが、再販に当たってその商標を権利者の許可なしに使う事は出来ないが、商品説明又は出所を示すための説明としては使用できる）。
再販時に『Costco』又は『コストコ』商標として使う事は禁止しているが、商品説明資料に通常の字体で商標を記載することは許されている。なお、「コストコ公認」や「コストコ再販店」など、再販事業者がコストコと提携していると消費者に誤認させる様な表記については禁止している。
コストコ自体が卸売業であるため、ビジネス会員（法人会員）になっていれば、コストコの商品を再販売することも認められている（仕入れは同会員又は同伴者のみである）。消費者にとってはコストコの会員登録が不要であることやコストコが遠方にあって来店することが困難な地域でも手軽に商品を入手できることから、日本では再販事業者にも一定の需要がある。オンラインショッピング事業者のサイトでは常時購入できる。コストコの未出店地帯となっている地域を中心にコストコの商品を再販する専門店が存在するほか、中小のスーパーマーケットや食品問屋でも「コストコフェア」と称して、販売日を決めた上で実店舗販売することが多い（ただし、コストコフェアなどと表示することは前述の規約に反している）。東京都内の一部地域では、店舗価格から一部上乗せする形でコストコの商品を自宅まで届ける買い物代行サービスも存在する。

### ケージドエッグ
コストコは2020年12月に、ケージドエッグを世界的に禁止すると発表した。これは、サプライチェーンへの動物の閉じ込めに関するグローバルポリシーを発行した、最初のアメリカ小売業者になった。コストコのフィナンシャルプランニングおよび投資家向け広報担当ディレクター、ジョシュ・ダーメンは「ケージのない鶏卵への移行を進めており、最終的に100％に到達することを目標に、今後も割合を増やしていく」と述べた。

### 店舗周辺の給油所への影響
前述のとおり、ガソリンスタンド（「ガスステーション」）を併設している店舗があり、2025年5月の時点で国内37店舗のうち27店に給油所があるが、出店した地域で給油所の閉店や売り上げ減といった影響がみられている。九州で給油所を営業する大手特約店の幹部は「コストコの商圏と重なる店舗では（販売量が）1割落ち込んだ」「全国的にもコストコが出た地域の閉店ペースは速い」と語る。2019年に熊本県上益城郡御船町がコストコ（後の熊本御船倉庫店）を誘致した際に地元の石油販売業界から反発の声が上がったほか、2025年4月にも南アルプス市農業協同組合（JA南アルプス市）が南アルプス倉庫店（山梨県南アルプス市）の開業に先駆けて、市内の給油所3店舗を閉店している。コストコは、一般的な給油所が仕入れ値に上乗せする輸送費や人件費などのコストを極小化して、会員獲得や店舗売り上げ増加などによる全体利益を確保するビジネスモデルであり、販売価格は仕入れ値を上回っていることから、私的独占の禁止及び公正取引の確保に関する法律（独占禁止法）の不当廉売には該当しないとみられている。
一方で、全国石油商業組合連合会（全石連）は「全く土俵の違うビジネスモデルである、地場の小規模事業者の廃業・撤退が促進される」と批判するとともに、地域の給油所が淘汰されれば大規模災害時の避難所への灯油配送や緊急車両への給油などにも支障があるとして資源エネルギー庁や自由民主党の議員連盟に陳情を続けている。

## 不祥事

### 東日本大震災に伴う崩落事故

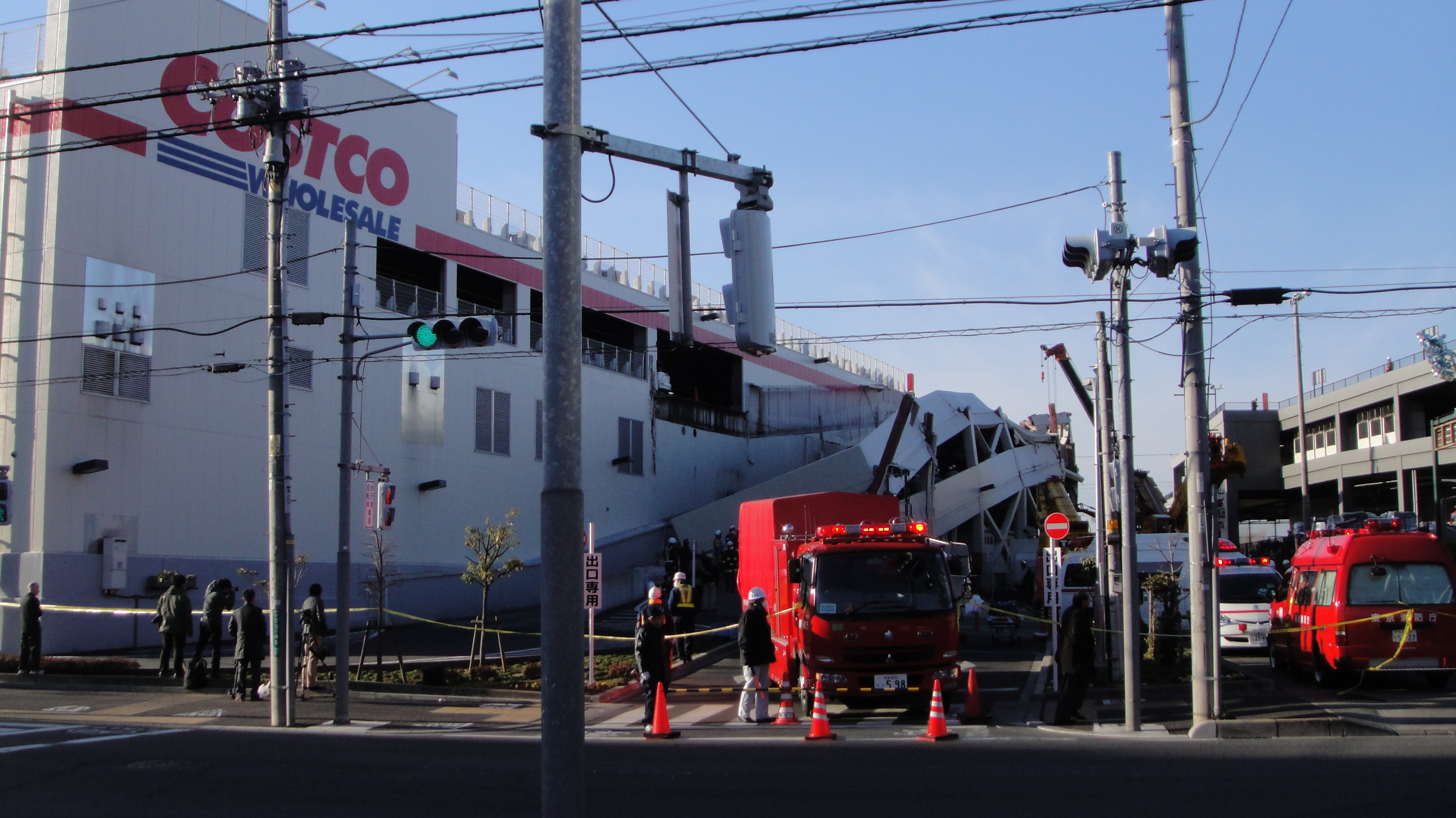
地震によりスロープが崩落したコストコ多摩境倉庫店

2011年（平成23年）3月11日、東北地方太平洋沖地震（東日本大震災）で東京都町田市小山ヶ丘の多摩境倉庫店は震度5の揺れに見舞われ、立体駐車場のスロープが崩落し、乗用車3台が下敷きとなり、2人が死亡、6人が重軽傷を負った。
市内の他の建物に大きな被害が無かったことから、警視庁は設計や施工に問題があったとみて捜査に乗り出し、2013年（平成25年）3月に、構造計算を担当した石川県野々市市の建築事務所社長（一級建築士）、最初に構造計算をした東京都豊島区の設計事務所社長、工事監理担当だった東京都港区の建築設計事務所の社長と設計部長（当時）を、業務上過失致死傷容疑で送検し、同年12月27日に東京地方検察庁立川支部が建築事務所社長（以下「A」と記述）のみを在宅起訴した。残る3人は、嫌疑不十分で不起訴とした。Aは取材に対し「私の構造計算は正確。引き継ぎ前の担当者の計算が間違っていたか、ゼネコンの造り方に問題があったため崩落が起きた」と述べた。地震による建物崩落で刑事責任が問われるのは初。同店は2012年（平成24年）2月24日に営業を再開した。
2016年（平成28年）2月8日、東京地方裁判所立川支部は、Aに禁錮8か月・執行猶予2年の判決を下した。公判で東京地方検察庁は当初「被告の設計ミスによって事故が発生した」との理由で提訴したものの、公判中に設計ミスが存在しないことが判明したため「構造が異なるスロープと店舗建物とのつなぎ目の強度を高める必要があったのに、Aが他の建築士にわかるように伝えなかった」と訴因を変更した。弁護士は「Aはつなぎ目の強度を高める設計をしており、設計図通りに施工していれば崩落しなかった」と主張し無罪を訴えていた。なお、この一審判決ではAを有罪としたものの、不起訴になった前任の設計者の方が被告よりも責任が相当大きいと言及し、被告に長期の禁錮刑を科すと処分の均衡を失すると、判決文の中で異例の指摘を行っている。
同年10月13日の東京高等裁判所判決では「被告は設計内容を書面で総括責任者らに伝えており、説明義務は果たしていた。むしろ総括責任者らの側に設計内容を確認すべき義務があった」として、Aの過失を否定し、逆転無罪となった。東京高等検察庁は10月27日に「適法な上告理由が見いだせなかった」ため、最高裁判所への上告を断念したと発表し、上告期限である翌28日0時に、無罪が確定判決となった。
刑事裁判では、実際に建築を監督した工事監理担当の建築士が不起訴となり「Aが他の建築士に設計変更内容を伝達したか」のみが争点となったため「なぜ設計図通りに施工されずに、欠陥建築が出来上がったのか」は全く未解明のままであり、Aの弁護士は控訴審判決後の会見で「検察は捜査を尽くさずに、起訴すべき相手を間違えて起訴した。訴因変更した段階で捜査をやり直すべきだった」と述べている。
その後、東京地方検察庁は不起訴処分となっていた設計責任者ら3人の建築士に対して、異例となる再捜査を行ったものの、起訴しても公判を維持することが困難と判断し、2017年7月18日に嫌疑不十分で捜査打ち切りを発表した。

### 追徴課税
2023年（令和5年）10月、東京国税局はコストコが外国人客に対して免税品を販売する際、一度に大量の家電製品を購入するなど、免税要件を満たさない外国人客にも適用した事例があったほか、「非課税取引」と「不課税取引」の一部を混同し、消費税の税額計算をミスしたまま申告した事例があったとして、過少申告加算税を含む約15億円を追徴課税したことを明らかにした。

### 下請法違反
2024年（令和6年）3月、公正取引委員会は一部の下請け事業者に対して、不当な理由で商品の返品や減額を行っていたとして、下請代金支払遅延等防止法（下請法）に基づき、コストコに勧告を行ったことを発表した。コストコは既に減額や返品した分は支払い済みとしている。

## 出演番組
- 日経スペシャル カンブリア宮殿 ニッポンの"買い物"を変えた小売業界の覇者！ ～知られざるコストコの裏側を徹底解剖SP～（2017年9月7日、テレビ東京）[119]